# Mercer County (Missouri)
Mercer County is een county in de Amerikaanse staat Missouri.
De county heeft een landoppervlakte van 1.176 km² en telt 3.757 inwoners (volkstelling 2000). De hoofdplaats is Princeton.

## Bevolkingsontwikkeling

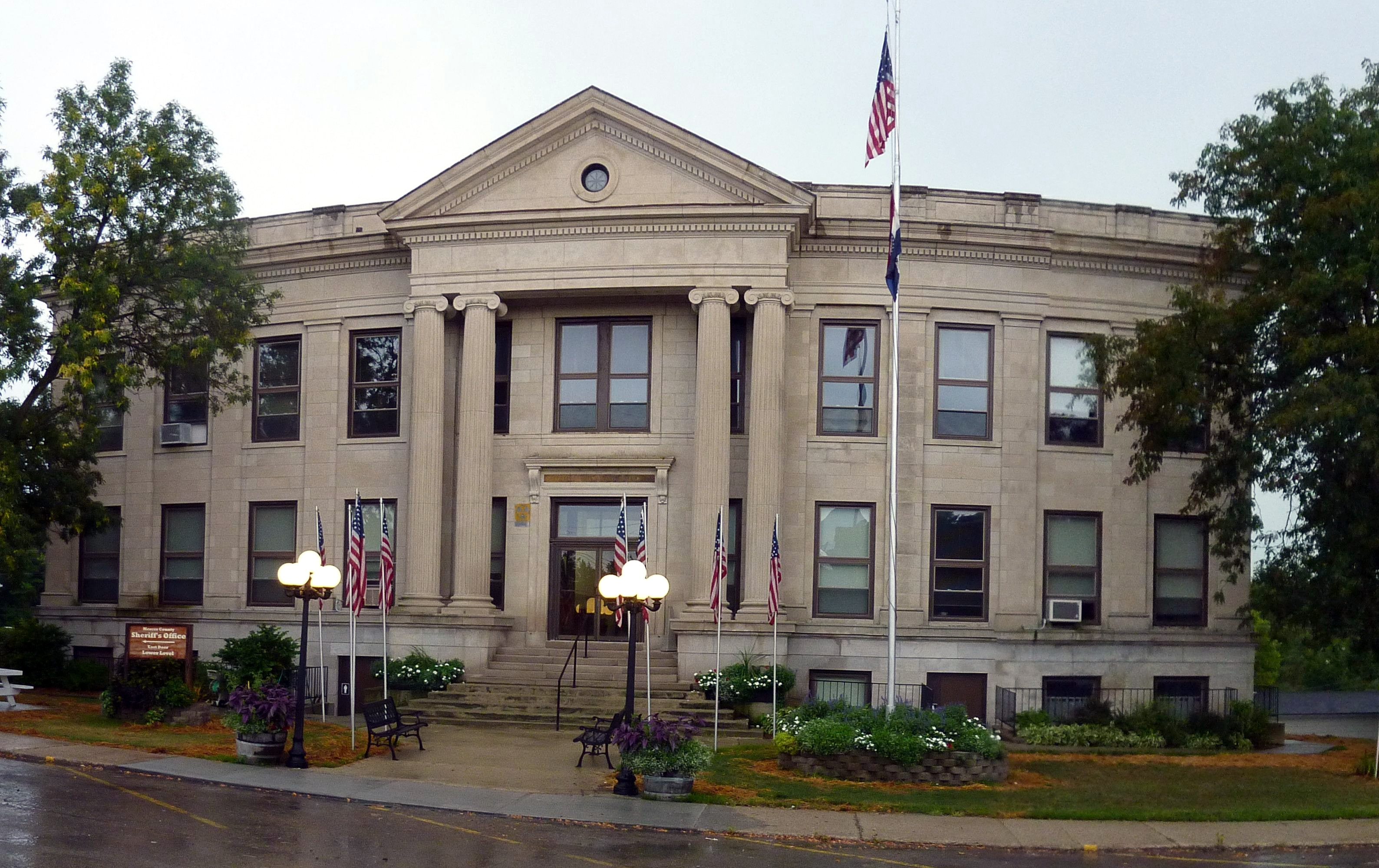
Mercer County Courthouse